# 垫状偃卧繁缕
垫状偃卧繁缕（学名：Stellaria decumbens var. pulvinata）为石竹科繁缕属下的一个变种。